# XVI Universiade
La XVI Universiade estiva (1991 Summer Universiade) si svolse a Sheffield, in Inghilterra, nel 1991.

## Medagliere
| Nazione          | Oro | Argento | Bronzo |
| ---------------- | --- | ------- | ------ |
| Stati Uniti      | 28  | 24      | 23     |
| Cina             | 21  | 18      | 13     |
| Unione Sovietica | 15  | 14      | 21     |
| Corea del Nord   | 11  | 3       | 5      |
| Italia           | 6   | 7       | 8      |
| Giappone         | 5   | 16      | 7      |
| Germania         | 4   | 9       | 5      |
| Regno Unito      | 4   | 5       | 4      |
| Corea del Sud    | 4   | 2       | 2      |
| Canada           | 3   | 5       | 10     |

## Programma
La manifestazione ha visto cimentarsi atleti in 11 sport:
- Atletica leggera (dettagli)
- Calcio (dettagli)
- Ginnastica artistica (dettagli)
- Hockey su prato (dettagli)
- Pallacanestro (dettagli)
- Pallanuoto (dettagli)
- Pallavolo (dettagli)
- Scherma (dettagli)
- Nuoto (dettagli)
- Tennis (dettagli)
- Tuffi (dettagli)